# Ongestreepte bonito
De ongestreepte bonito (Orcynopsis unicolor) is een straalvinnige vis uit de familie van de makrelen (Scombridae) en behoort tot de orde van baarsachtigen (Perciformes). De vis is gemiddeld 90 cm lang en kan een lengte bereiken van 130 cm. Het is de enige soort in het geslacht Orcynopsis.

## Leefomgeving
Deo ngestreepte bonito komt voor in zeewater en brak water. De vis prefereert een subtropisch klimaat en leeft hoofdzakelijk in de Atlantische Oceaan. Bovendien komt de ongestreepte bonito voor in de Middellandse Zee.

## Relatie tot de mens
De ongestreepte bonito is voor de beroepsvisserij van beperkt belang, maar wel van belang voor de zeehengelsport.